# جان لاثام

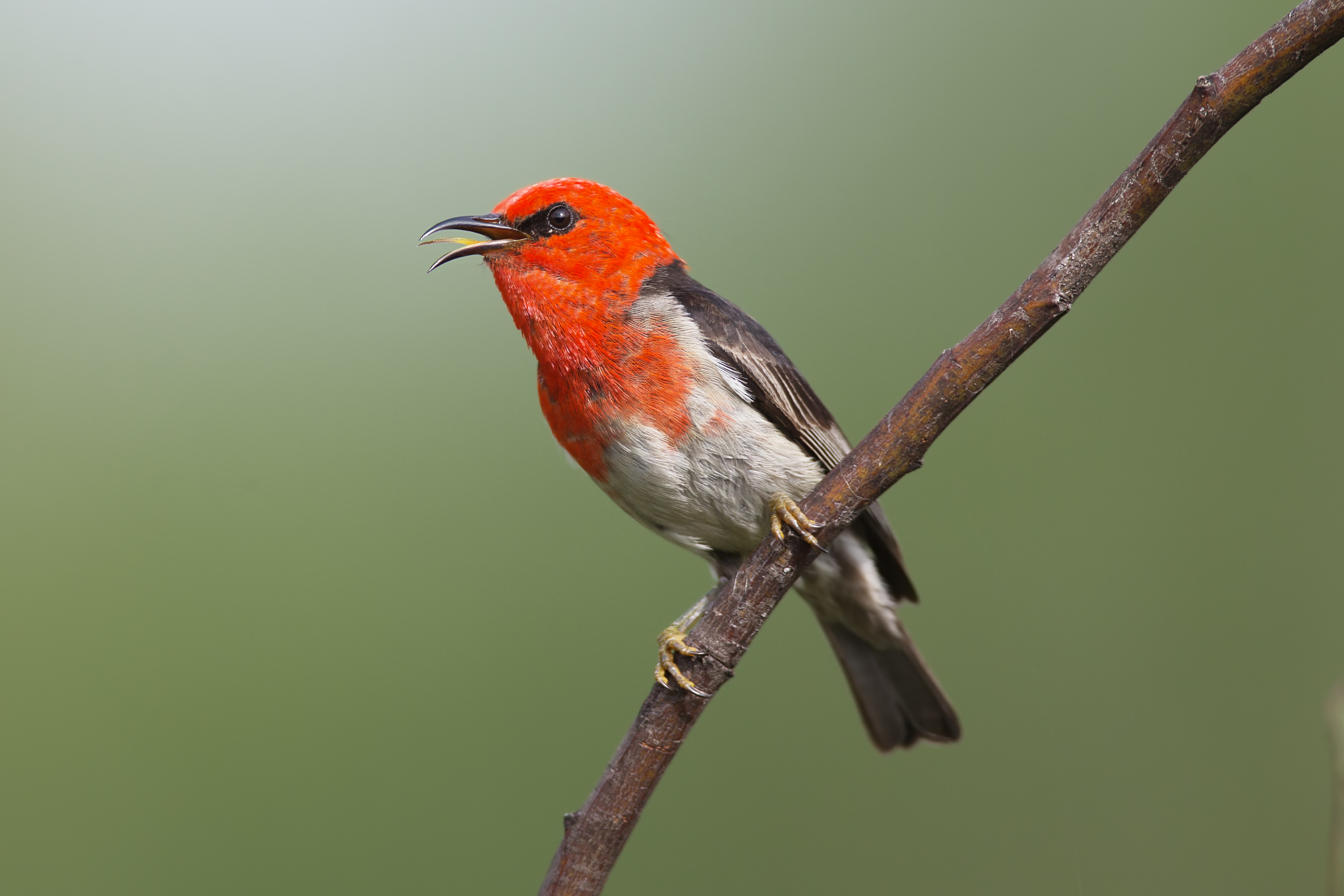
نگاره‌ای از یک عسل‌خوار کوتوله سرخ در ذخیره‌گاه طبیعی ویندسور داونز در نیو ساوت ولز، استرالیا. عسل‌خوار کوتوله سرخ، پرندهٔ کوچکی از گنجشک‌سانان و از تیرهٔ عسل‌خوار و پرندهٔ بومی استرالیا است. این پرنده در سال ۱۸۰۱ میلادی، توسط جان لاثام توصیف علمی شد.

جان لاثام (به انگلیسی: John Latham)،(زاده ۲۷ ژوئن ۱۷۴۰ – درگذشته ۴ فوریه ۱۸۳۷) پزشک ،تاریخ طبیعیدان و نویسنده انگلیسی بود. کارهای اصلی او کتاب خلاصه جامعی از پرندگان (۱۷۸۱–۱۸۰۱) و تاریخ کلی پرندگان (۱۸۲۱–۱۸۲۸) بود. او توانست نمونه‌هایی از پرندگان استرالیایی را که در بیست سال پیش از قرن هجدهم به انگلستان رسیده بودند، مورد بررسی قرار دهد، و بسیاری از آنها از جمله:شترمرغ استرالیایی، طوطی‌کاکلی گوگردی، عقاب دم‌گوه‌ای، مرغ شاخه‌نشین و زاغی استرالیایی را نامگذاری کرد. او همچنین اولین کسی بود که مکائو سنبلی را توصیف کرد. لاثام را "پدربزرگ" جانورشناسی استرالیا نامیده‌اند.